# Pan-Am-Flug 214
Am 8. Dezember 1963 stürzte eine Boeing 707-121 auf dem Pan-Am-Flug 214 über dem US-amerikanischen Bundesstaat Maryland ab, nachdem ein Blitz das Flugzeug getroffen und die Treibstoffgase in einem Tragflächentank zur Explosion gebracht hatte. Bei dem Absturz kamen alle 81 Insassen ums Leben.

## Flugzeug
Die verunglückte Boeing 707 (Kennzeichen: N709PA) war die dritte Maschine dieses Flugzeugtyps (Fabriknummer: 17588/3) und wurde am 15. August 1958 als erstes Düsenverkehrsflugzeug an die Fluggesellschaft Pan American World Airways ausgeliefert. Bis zum Eintritt des Unfalls hatte die Maschine 14.609 Flugstunden absolviert.
Die ersten sechs Boeing 707 (alle von Pan Am betrieben) waren nicht mit sogenannten „static discharge wicks“ ausgestattet. Diese an den Hinterkanten der Tragflächen sowie Steuerflächen montierten Stäbe verhindern eine elektrostatische Aufladung im Flug und leiten die bei einem Blitzschlag aufgenommene Spannung gezielt ab.

## Unfallhergang

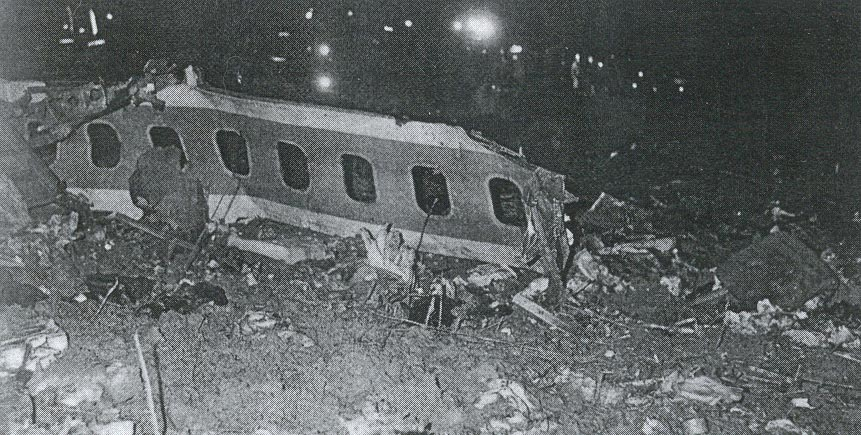
Trümmer des Flugzeugs

Die Boeing 707 führte einen Linienflug vom Isla Verde International Airport in San Juan (Puerto Rico) zum Philadelphia International Airport durch. Auf dem Friendship International Airport in Baltimore war eine planmäßige Zwischenlandung vorgesehen.
Das Flugzeug landete um 19:35 Uhr Ortszeit in Baltimore, wo eine Nachbetankung erfolgte und die Tanks auf eventuelle Undichtigkeiten überprüft wurden. Um 20:24 Uhr startete die Maschine zur Etappe zum rund 140 Kilometer entfernten Flughafen in Philadelphia. Das Drehfunkfeuer (VOR) in New Castle, das etwa auf halber Distanz zwischen Baltimore und Philadelphia liegt, wurde um 20:42 Uhr überflogen. Die Piloten bekamen von der Anflugkontrolle die Information, dass am Zielflughafen ein Gewitter mit starken Winden herrschte. Der Fluglotse riet von einer Landung ab und wies darauf hin, dass sich bereits fünf Verkehrsflugzeuge in Warteschleifen befänden. Die Besatzung entschloss sich, bis zum Durchzug des Gewitters westlich des Funkfeuers New Castle in 1.520 Metern (5.000 Fuß) zu kreisen. Der Lotse kündigte an, dass die Landefreigabe voraussichtlich gegen 21:10 Uhr erteilt werden würde. Währenddessen näherte sich die Wetterfront dem Flugzeug.
Um 20:58 Uhr traf ein Blitz die linke Tragfläche und verursachte eine Explosion des Kerosin-Luft-Gemisches im linken Reservetank. Durch die Explosion wurde die Tragfläche aufgerissen, so dass deren äußerer Teil wegbrach. Die Besatzung setzte um 20:58:56 Uhr einen Notruf ab („Mayday, Mayday, Mayday. Clipper 214 out of control. Here we go.“). Der Kopilot einer Douglas DC-8, die sich in der gleichen Warteschleife, aber 300 Meter (1.000 Fuß) über der Boeing 707 befand, meldete dem Fluglotsen, dass die Maschine brennend abstürze („Clipper 214 is going down in flames.“).
Während des Absturzes rissen alle vier Triebwerke sowie weitere Bauteile von der Zelle ab. Noch vor dem Aufprall sprang das Feuer von der linken auf die rechte Tragfläche über. Das Flugzeug schlug um 20:59 Uhr etwa 3,2 Kilometer östlich der Ortschaft Elkton, an der Grenze der Bundesstaaten Maryland und Delaware, in einem Feld auf. Die Spitze der linken Tragfläche fand man 2,9 Kilometer vom Hauptwrack entfernt. Außerhalb des Einschlagkraters wurden 600 Trümmerstücke geborgen. Sie verteilten sich über ein Areal von circa 6,5 Kilometer Länge und 1,6 Kilometer Breite.

## Unfallursache

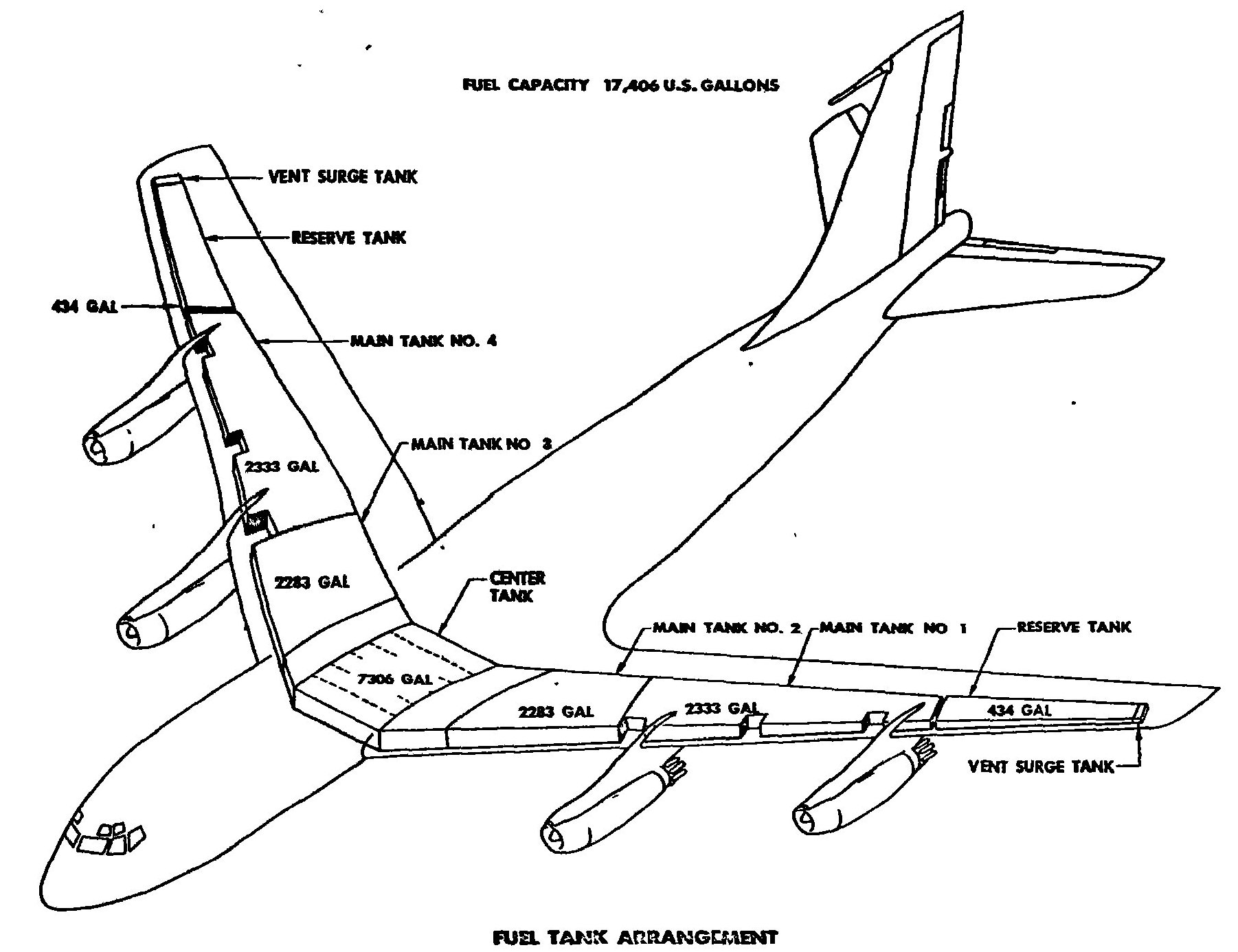
Anordnung der Treibstofftanks

Augenzeugen hatten vom Boden aus beobachtet, dass die Maschine von einem Blitz getroffen wurde, bevor sie brennend abstürzte. Die Trümmer der linken Tragfläche sowie die vom Seitenleitwerk abgerissene Kurzwellen-Antenne wiesen zahlreiche kleine, punktuelle Krater auf, in denen das Metall geschmolzen war. Im äußeren Abschnitt der linken Tragfläche durchschlug der Blitz die Hülle komplett und hinterließ ein etwa fünf Millimeter großes Loch in deren Oberfläche.
Die Explosion erfolgte im linken Reservetank. Dieser Tank war in Baltimore nicht nachbefüllt worden und enthielt nur noch eine geringe Restmenge des in San Juan aufgenommenen Treibstoffs der Sorte Jet B. Der im Jahr 1965 veröffentlichte Abschlussbericht ließ offen, ob der Blitz zuerst die Treibstoffdämpfe im äußeren Ausgleichstank bzw. Entlüftungstank (Vent Surge Tank), im Reservetank oder im Außenventil des Tankentlüftungssystems entzündete. Später durchgeführte Untersuchungen deuteten darauf hin, dass die Initialzündung im linken Entlüftungsventil erfolgte, das in der Nähe des Reserve- und des Ausgleichstanks lag. Die Flammen schlugen durch das Ventil und drangen über die Entlüftungsrohre in den linken Reservetank vor. Während des Absturzes erfolgten weitere Gasexplosionen im Reservetank der rechten Tragfläche sowie im Rumpftank (Center Tank), wodurch die gefüllten Haupttanks (Main Tanks) in beiden Tragflächen beschädigt wurden. Der aus ihnen strömende Treibstoff entzündete sich ebenfalls.
Die Federal Aviation Administration (FAA) erließ noch im Dezember 1963 eine Reihe von Empfehlungen und Vorgaben, die anschließend als verbindliche Standards festgelegt wurden. Hierzu zählten unter anderem:
- Die Nachrüstung aller Düsenverkehrsflugzeuge mit “static discharge wicks”, um eine elektrostatische Aufladung zu vermeiden.
- Bauliche Veränderungen an den Ausgleichstanks (Entlüftungstanks) der Boeing 707, so dass ihre Oberseite nicht mehr direkt an die äußere Hülle der Tragfläche grenzt.
- Modifikationen an den Entlüftungsauslässen, um ein Durchschlagen von Flammen auszuschließen.
- Eine verbesserte Ventilation im Tankentlüftungssystem, um Treibstoffgase schneller aus den Tanks und Rohren abzuführen.
- Um die Bildung explosiver Gasgemische zu reduzieren, sollte im kommerziellen Luftverkehr der Treibstoff Jet B nicht länger verwendet werden. Dieser hat aufgrund seines sehr hohen Benzinanteils einen sehr niedrigen Flammpunkt.[5][2][4]